# Max Romih
Massimiliano (Massimo) Romi, o també Max Romih o Maksim Romić (22 de maig de 1893 – 24 d'abril de 1979), fou un jugador d'escacs italià d'origen eslau, (nascut a Pinguente, Ístria, actualment Buzet, Croàcia).

## Biografia
Fou primer ciutadà de l'Imperi Austrohongarès, però després de la I Guerra Mundial la seva regió, (Venezia Giulia, o Julijska Kraina) va passar a formar part d'Itàlia. Al cap de poc, seguint idees nacionalistes, el feixisme va començar a promocionar la italianització dels cognoms estrangers, de manera que Max Romih va esdevenir Massimiliano Romi (no va treure la "h" final del seu cognom fins al Torneig d'escacs de San Remo 1930).

## Resultats destacats en competició

### Campionat d'Itàlia
Va participar diversos cops al Campionat d'escacs d'Itàlia, on empatà als llocs 5è-6è a Viareggio 1921 (campió: Davide Marotti), fou segon, rere Stefano Rosselli del Turco, a Milà 1931, fou 3r a Milà 1934 (campió: Mario Monticelli), i empatà al segon lloc a Florència 1935 (campió:Antonio Sacconi). Després de la II Guerra Mundial, fou 16è a Florència 1948, 9è a Venècia 1951, 3r a Trieste 1954, i 2n a Rovigo 1956. Finalment, va empatar als llocs 12è-15è a Sottomarina (Chioggia) 1970, als 77 anys.

### Torneigs internacionals
Va guanyar a Scarborough 1925, per damunt d'Adrián García Conde fou 3r a Hyères 1926 (campió: Abraham Baratz), empatà als llocs 5è-7è a Spa 1926 (campions: Fritz Sämisch i George Alan Thomas),
fou 7è a Venècia 1929 (campió: Rudolf Pitschak),
fou 16è a San Remo 1930 (campió: Aleksandr Alekhin),
fou 4t a París 1938 (campió: José Raúl Capablanca),
i fou 2n, rere Esteban Canal, a Reggio Emilia 1947.

### Olimpíades d'escacs
Romi va jugar, representant Itàlia, en 3 Olimpíades d'escacs oficials, i en dues de no oficials, entre 1924 i 1936:
| Any  | Olimpíada                | Ciutat   | Tauler | Partides | Guanyades | Taules | Perdudes | Punts | %    |
| ---- | ------------------------ | -------- | ------ | -------- | --------- | ------ | -------- | ----- | ---- |
| 1924 | I Olimpíada no oficial   | París    | 3r     | 13       | 5         | 3      | 5        | 6.5   | 50.0 |
| 1927 | I Olimpíada              | Londres  | 3r     | 15       | 3         | 3      | 9        | 4.5   | 30.0 |
| 1931 | IV Olimpíada             | Praga    | 3r     | 18       | 5         | 3      | 10       | 6.5   | 36.1 |
| 1935 | VI Olimpíada             | Varsòvia | 4t     | 17       | 5         | 3      | 9        | 6.5   | 38.2 |
| 1936 | III Olimpíada no oficial | Múnic    | 1r     | 20       | 6         | 3      | 11       | 7.5   | 37.5 |